# Сич Олександр Максимович
Олекса́ндр Макси́мович Сич (нар. 16 липня 1964, село Дерть, Рокитнівський район, Рівненська область) — український політик правого спрямування, голова Івано-Франківської обласної ради з 25 листопада 2010 року по 23 листопада 2012 року і з 7 грудня 2015 року. З 27 лютого по 2 грудня 2014 року був віцепрем'єр-міністром України.
Голова Івано-Франківської обласної ради від Всеукраїнського об'єднання «Свобода» (до жовтня 2012). Узгоджений кандидат від низки опозиційних сил (ВО «Свобода», ВО «Батьківщина», Фронт Змін, Громадянська позиція та ін.) по округу № 83 (м. Івано-Франківськ) на Виборах до Верховної Ради України 2012.
Кандидат історичних наук, доцент кафедри державного управління Івано-Франківського національного технічного університету нафти і газу. Доктор політичних наук.
Заступник голови Всеукраїнського об'єднання «Свобода» з питань ідеології, входить до його політвиконкому.

## Освіта
- 1979 — закінчив 8 річну школу в селі Дерть
- 1981 — закінчив Рокитнівську СШ № 2 в смт Рокитно Рівненської області.
- 1981–1986 — навчався на історичному факультеті Івано-Франківського державного педагогічного інституту імені Василя Стефаника і отримав диплом вчителя історії і суспільствознавства, методиста виховної роботи.
- 1996–1999 — навчався на юридичному факультеті Прикарпатського університету імені Василя Стефаника й отримав диплом юриста.
- 2009 — рішенням спеціалізованої вченої ради Національного педагогічного університету імені Михайла Драгоманова присуджено науковий ступінь кандидата історичних наук.
- 2010 — рішенням атестаційної комісії Міністерства освіти і науки України надано наукове звання доцента кафедри державного управління.
- 2020 — став доктором політичних наук.[2]

## Трудова діяльність
- Серпень 1986 — листопад 1987 — організатор позакласної, позашкільної виховної роботи та вчитель історії і суспільствознавства Кам'янської СШ Рокитнівського району Рівненської області.
- Листопад 1987 — травень 1989 — військова служба.
- Травень 1989 — квітень 1993 — завідувач фільмотеки Яремчанського міського відділу освіти, за сумісництвом — вчитель історії Микуличинської СШ та Яремчанської НСШ № 1, голова ради голів профкомів установ освіти міста Яремче.
- Квітень 1993 — вересень 1994 — інструктор в справах молоді Яремчанського міськвиконкому.
- Вересень 1994 — грудень 1995 — завідувач відділу загальної середньої освіти, заступник начальника управління освіти департаменту гуманітарних питань Івано-Франківського облвиконкому.
- Грудень 1995 — червень 1996 — заступник начальника, завідувач відділом загальної середньої освіти управління освіти Івано-Франківської ОДА.
- Червень 1996 — червень 1998 — помічник-консультант народного депутата України Романа Круцика.
- Червень 1998 — вересень 2000 — юрисконсульт видавництва «Лілея-НВ» (місто Івано-Франківськ).
- Вересень 2000 — серпень 2001 — асистент кафедри філософії Івано-Франківського державного технічного університету нафти і газу.
- З серпня 2001 — доцент кафедри державного управління Івано-Франківського національного технічного університету нафти і газу.

## Громадська й політична діяльність
З 1991 року є членом Національної скаутської організації України «Пласт». В 2004–2006 роках обирався головою Крайової пластової ради.
Депутат Івано-Франківської обласної ради (1994–1998, 2006–2010).
З травня 2002 по вересень 2005 обіймав посаду заступника міського голови Івано-Франківська з питань діяльності виконавчих органів.
З 2006 року член Всеукраїнського об'єднання «Свобода». Член Політвиконкому ВО «Свобода», заступник голови партії з питань ідеології.
Паралельно, у 2003-2012 роках очолював Центр національного відродження імені Степана Бандери - просвітницьку організацію, яку заснував у 2001 році спочатку член КУН, а з 2002 року член УНР Іван Гавдида, вбитий 2003 року.
На Парламентських виборах в Україні 2007-го року був кандидатом в народні депутати України за списком ВО «Свобода». Мав п'яту позицію в списку.
25 листопада 2010 року обраний головою Івано-Франківської обласної ради, отримавши 68 голосів депутатів Івано-франківської обласної ради зі 114.
З 2012 року — народний депутат України 7-го скликання від виборчого округу № 83, Івано-Франківська область. Перший заступник голови Комітету з питань науки і освіти.
2015 року з його ініціативи створено Інститут наукових студій націоналізму. Офіційно зареєстрований у статусі громадської організації у 2019.

## Родина
Народився у багатодітній родині. Батько Максим Адамович (1925–1993) — механізатор. Мати Єва Адамівна (1925) — пенсіонерка. Дружина Галина Вікторівна (1965) — вчитель історії, методист дошкільного виховання, завідувач методичного кабінету курсів ЦО Івано-Франківської області. Дочка Ольвія (1987), син Богдан (1990).

## Наукові здобутки
Автор нарисів і дослідницьких праць з історії визвольних змагань України, теорії націоналізму та сучасної політики. На основі своїх наукових статей на тему націоналізму підготував монографію «Соціально-консервативний націоналізм».
Дослідник життя й творчості члена ОУН Степана Ленкавського.
У 2008 році захистив дисертацію кандидата історичних наук на тему: «Степан Ленкавський в історії організації українських націоналістів (1929—1977 рр.)». У 2020 році захистив дисертацію на тему «Сучасний український націоналізм: політологічні аспекти трансформації парадигми» та отримав науковий ступінь доктора політичних наук.

## Праці
- «Без права на поразку. Перша виборча кампанія Провідника ОУН: технологія і хронологія» (1998)
- «Пласт: нарис витоків, історії, сьогодення» (1999)[8]
- «Степан Ленкавський: життєвий шлях на тлі історії ОУН» (1999)
- «Адміністративний ресурс в технології тіньової політики України» (2001)[9]
- «Думки без дозволу. Політичні есе» (2002)
- «Сучасний етап боротьби за Українську державу» (2005)[10]
- «Творець Декалога українських націоналістів: Степан Ленкавський (06.07.1904-30.10.1977)» (2010)
- «Український націоналізм: традиція і модерн» (2011)
- «ПЛАСТ — український скавтинґ» (2012)
- «В уряді камікадзе» (2016)
- «Соціально-консервативний націоналізм» (2019)
- «КРЕDO Українського Націоналіста» (2022)[11]
- «Монах ОУН. Ч.1. У краю (біографія Степана Ленкавського)» (2023)
- «Монах ОУН. Ч.2» (2023)
- «У мережі» (2024)
- «Націоналізм міжчасся. Вибрані твори» (2025)

## Нагороди
- орден «За заслуги» III ступеня (22 січня 2019) — за значний особистий внесок у державне будівництво, зміцнення національної безпеки, соціально-економічний, науково-технічний, культурно-освітній розвиток Української держави, вагомі трудові досягнення, багаторічну сумлінну працю[12];
- Ювілейна медаль "70 років Збройним силам СРСР" (1988)
- Орден Архистратига Михаїла II ст. (12 липня 2021) — за заслуги перед Помісною Українською Православною Церквою та побожним народом[13]